# پارک آراکورایاما سنگن
پارک آراکورایاما سنگن (ژاپنی: 三國第一山新倉富士浅間神社) یک پارک بلوکی واقع در ۳۳۵۳ فوجی‌یوشیدا، یاماناشی، استان یاماناشی، ژاپننصب شده در اکتبر ۱۹۵۹ است. واقع در دامنه کوه آراکورا (ژاپنی: Niikurayama)، مساحتی در حدود ۴٫۳ هکتار را در بر می‌گیرد.

## منظره
این پارک با منظره ای پانوراما از شهر فوجییوشیدا و کوه فوجی است و به خاطر عکس‌هایش از پاگودا پنج طبقه معروف است. در بین «۱۰۰ بازدید از کوه فوجی» که توسط وزارت محیط زیست (ژاپن) اعلام شده در رتبه دهم قرار گرفته‌است.
از آنجایی که ساکورا (سومی-یوشینو) کاشته شده در پارک به درختانی کهنسال تبدیل شده و بنیه درخت رو به کاهش است. از سال ۲۰۱۸، شهر فوجی یوشیدا که درختان را مدیریت می‌کند، کار احیای قدرت درخت گیلاس را توسط یک پزشک درخت که متعلق به انجمن گل ژاپن است، انجام می‌دهد. در سال ۲۰۱۹، علاوه بر درخواست کمک‌های مالی از طریق سرمایه‌گذاری جمعی، فوجی کیوکو ۱ میلیون ین به شهر فوجییوشیدا کمک کرد.
از ۳ آوریل ۲۰۲۰ برای جلوگیری از گسترش کووید ۱۹ بسته شد، اما در ۱ ژوئن ۲۰۲۰، تمام امکانات پارک به جز رصدخانه باز شد.